# اسلام در زامبیا
موقعیت اسلام در زامبیا جمعیتی کمتر از ۱ درصد از مردم این کشور است که در استان کوپربلت و بیشتر در مرکز آن آندولا متمرکزند. اغلب مسلمانان سنی مذهبند، با این وجود گروهی از شیعیان هندی سازمان اسلامی شیعیان را رسماً تشکیل دادند. منشا نژادی مسلمانان، آفریقائی و مهاجرین آسیای جنوب شرقی می‌باشد.